# Begraafplaats van Boussu
De Begraafplaats van Boussu is een gemeentelijke begraafplaats in de Belgische gemeente Boussu (provincie Henegouwen). De begraafplaats ligt aan de Rue Delmée et Renard op 470 m ten zuidwesten van het centrum (gemeentehuis). De begraafplaats heeft een langwerpige vorm en wordt omgeven door een bakstenen muur. Aan de noordelijke rand werd een uitbreiding aangelegd. De begraafplaats wordt afgesloten door een tweedelig traliehek tussen twee gietijzeren zuilen. Tegen de westelijke muur staat in een open kapel een groot kruisbeeld opgesteld.

## Britse oorlogsgraven
Rechts van het centrale pad ligt een perk met 4 Britse militaire graven uit de Eerste Wereldoorlog. Een vijfde graf ligt iets verderop. De militairen stierven tussen maart 1918 en februari 1919. De graven worden onderhouden door de Commonwealth War Graves Commission waar ze geregistreerd staan onder Boussu Communal Cemetery.